# Oscar Aga
Oscar Aga, né le 6 janvier 2001 à Oslo en Norvège, est un footballeur norvégien, qui évolue au poste d'avant-centre au Helsingborgs IF en prêt du Rosenborg BK.

## Biographie

### En club
Né à Oslo en Norvège, Oscar Oga est formé par le Stabæk Fotball. Il fait ses débuts en professionnel le 21 avril 2018, à l'occasion d'une rencontre de championnat contre le SK Brann. Il entre en jeu à la place d'Ola Brynhildsen et son équipe s'incline par trois buts à zéro.
Le 29 août 2019, Oscar Aga est prêté jusqu'à la fin de l'année au Grorud IL, en troisième division norvégienne.
Après avoir aidé le Grorud IL a monter à l'échelon supérieur, Oscar Aga signe définitivement avec le club le 20 janvier 2020. Il signe un contrat de trois ans. Il découvre alors la deuxième division norvégienne, jouant son premier match dans cette compétition le 3 juillet 2020, lors de la première journée de la saison 2020, face au Lillestrøm SK. Il est titularisé et son équipe s'incline par un but à zéro.
En janvier 2022, Oscar rejoint la Suède pour s'engager en faveur de l'IF Elfsborg. Le transfert est annoncé dès le 2 septembre 2021 et il s'engage pour un contrat courant jusqu'en décembre 2025.
Oscar Aga fait son retour en Norvège le 6 mars 2023, en s'engageant en faveur du Rosenborg BK pour un contrat valable jusqu'en décembre 2026.
Le 26 juillet 2023, Oscar Aga est prêté jusqu'à la fin de la saison au Fredrikstad FK,.
Aga inscrit son premier but pour le Fredrikstad FK le 20 août 2023, à l'occasion d'une rencontre de championnat face au Kristiansund BK. Titulaire, il marque de la tête sur un service de Patrick Metcalfe (en) et participe ainsi à la victoire de son équipe par quatre buts à un,.
Le 14 décembre 2023, le prêt de Aga au Fredrikstad FK est prolongé pour une saison supplémentaire, soit jusqu'en décembre 2024.

### En sélection
Avec les moins de 18 ans il joue quatre matchs en 2019.
Oscar Aga représente l'équipe de Norvège des moins de 20 ans, jouant trois matchs et marquant un but avec cette sélection en 2021.